# Hamburg-Allermöhe

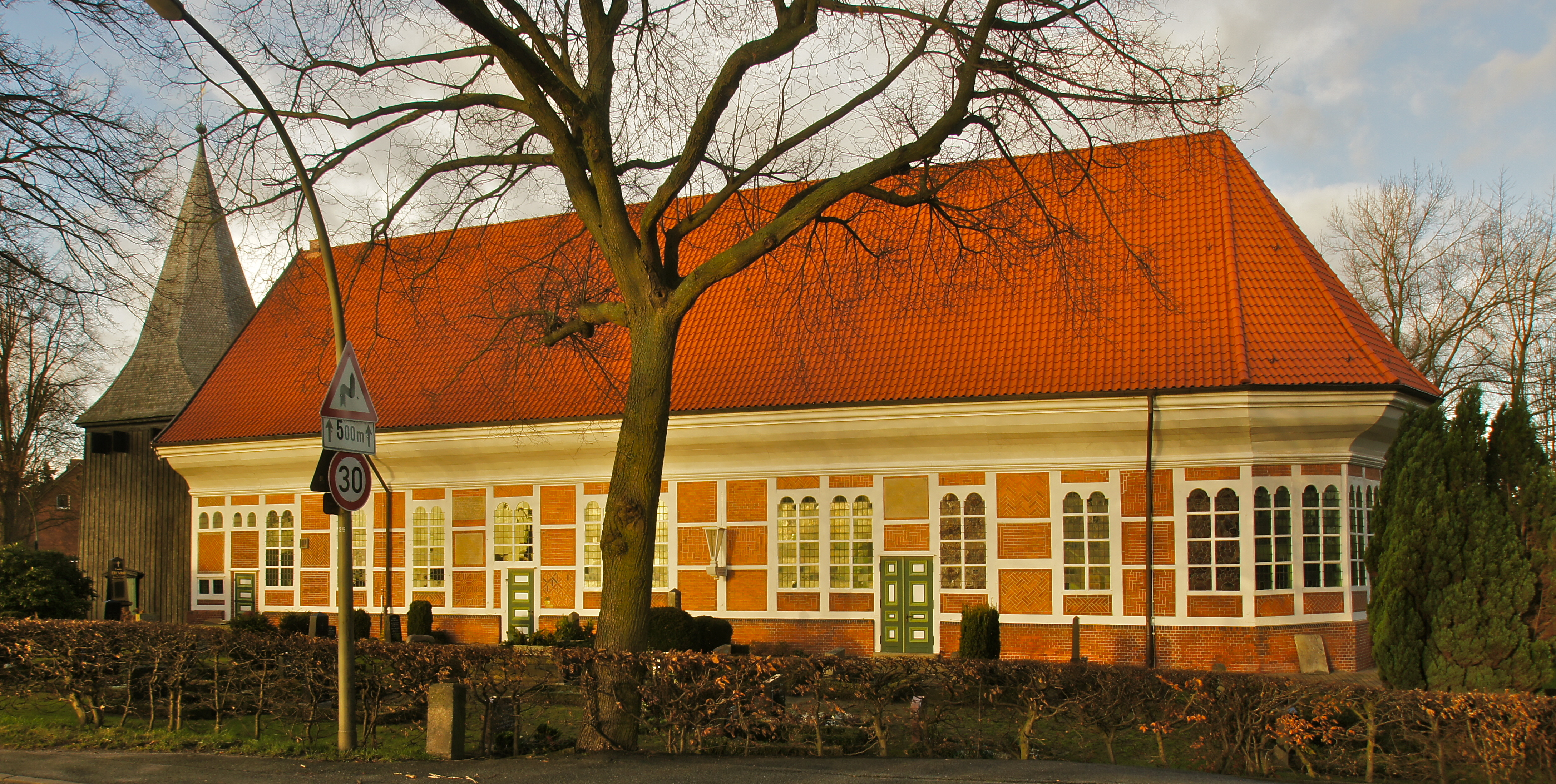
Drievuldighedskerk Allermöhe

Allermöhe is een stadsdeel van de stad Hamburg in Duitsland en ligt in het district Bergedorf. Het maakt deel uit van het gebied van de Marschlanden en ligt in het noordelijk deel van de brede alluviale vallei van de Elbe. De zuidgrens wordt gevormd door de Dove Elbe, een afgedamde arm van de Elbe.

## Indeling
Sinds 2010 bestaat de bebouwing uit drie onderscheiden delen. Het straatdorp Allermöhe, met veel boerderijen, strekt zich sinds de twaalfde eeuw uit langs de dijk van de Dove Elbe ( nu Allermöher Deich genoemd ). Ten noordoosten van het straatdorp bevindt zich de bedrijvenzone Allermöhe. Sinds de jaren 1990 ontstond in het noorden de wijk Neu-Allermöhe West. Deze werd met de in 1982 ontstane wijk Neu-Allermöhe Ost uit Bergedorf in 2011 samengevoegd tot het nieuwe stadsdeel Neuallermöhe. Daarnaast behield Allermöhe een klein gebied ten zuiden van de A 25, terwijl het tegenoverliggend deel bij Hamburg-Bergedorf werd gevoegd.

## Geschiedenis
Rond 1150 werd begonnen met het cultiveren van de moerassen in het getijdengebied van de Elbe. Met de medewerking van Hollandse kolonisten en ingenieurs bouwde men hier de eerste dijken. De plaats werd voor het eerst in 1162 vermeld als Anremutha. In 1395 werd het dorp, samen met Billwerder, Ochsenwerder en Moorwerder aan Hamburg verkocht. 
De plaats was begin 15e eeuw geheel door een dijk beschermd. In 1471 werd de Dove Elbe afgesloten waardoor de getijdeninvloed op het gebied eindigde. 
De plaats groeide als straatdorp langs de dijk. Het was immers de enige plaats die geschikt was voor woningbouw. De vruchtbare gronden daarachter werden voor akkerbouw gebruikt. Om het overtollige regenwater te kunnen afvoeren werd een complex grachtenstelsel aangelegd. Ook het gevaar van dijkbreuken bleef een bedreiging.
De verkoop van de oogsten ( aardbeien, snijbloemen, hop en appels ) vooral in het nabije centrum van Hamburg, bracht een zekere rijkdom in het dorp, waarvan de rijk versierde gevels van de woningen nog getuigen. Allermöhe en naburige dorpen zijn nog steeds belangrijke leveranciers van groenten en bloemen.
Als eerste andere bedrijf vestigde er zich eind 18e eeuw een katoendrukkerij.

## Bezienswaardigheden
- Luthers-evangelische Drievuldigheidskerk, ingewijd in 1614. De houten klokkentoren dateert evenwel al uit de 15e eeuw en is daarmee het oudste nog bestaande gebouw uit de Marschlanden.